# Östra Svarttjärnet, Dalsland
Östra Svarttjärnet är en sjö i Bengtsfors kommun i Dalsland och ingår i Göta älvs huvudavrinningsområde.